# Myiopharus basilaris
Myiopharus basilaris là một loài ruồi trong họ Tachinidae.